# Falusné Szikra Katalin

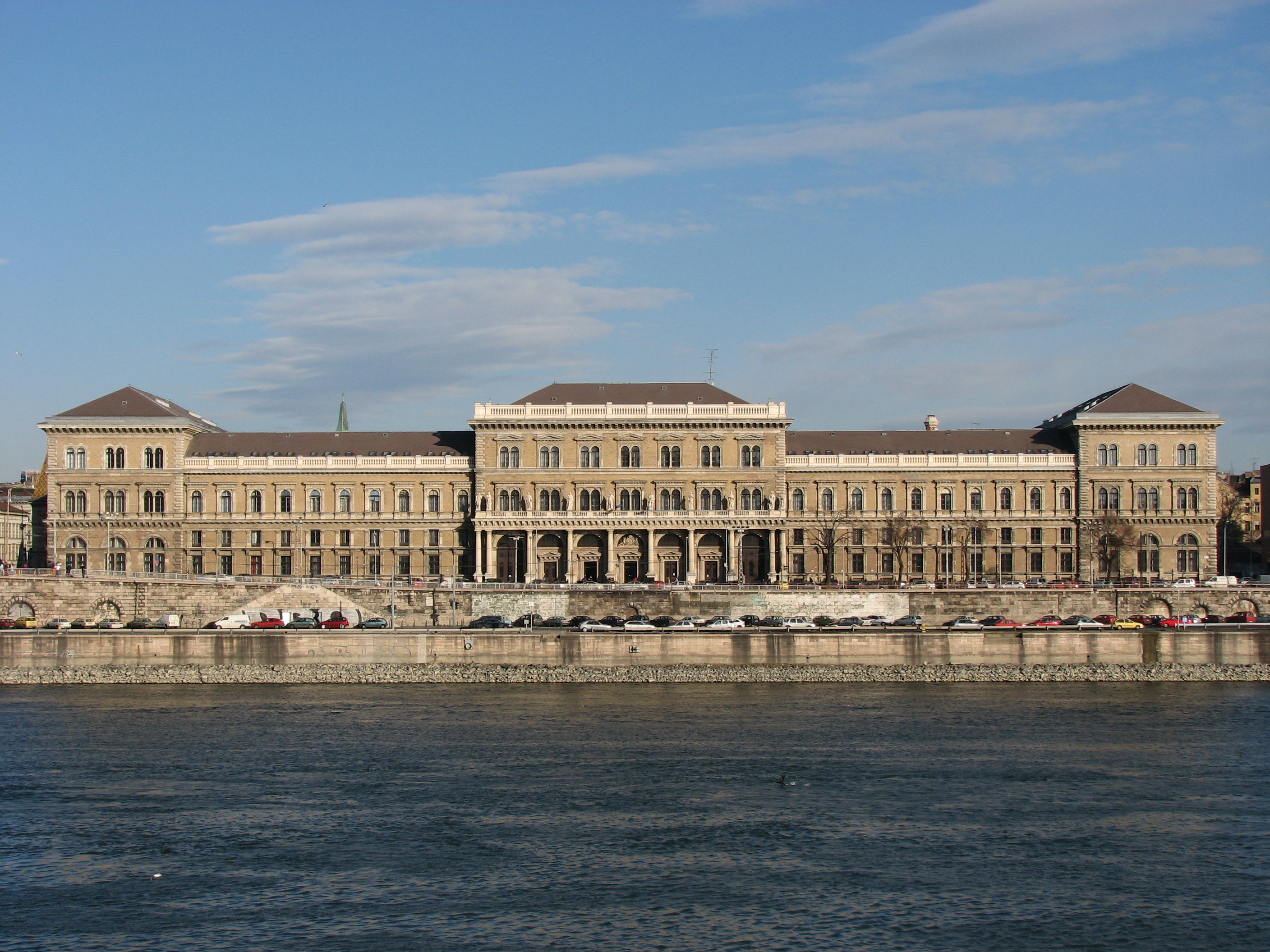
1951-1996 között a Marx Károly Közgazdaságtudományi Egyetemen tanított

Falusné Szikra Katalin (Moszkva, 1924. június 9. – Budapest, 2006. január 6.) magyar közgazdász, az MKKE, illetve a BKE egyetemi tanára, az MTA tagja (levelező: 1976; rendes tag: 1985).

| Falusné Szikra Katalin                    | Falusné Szikra Katalin                                      |
| Kattints az alábbi külső linkek egyikére! | Kattints az alábbi külső linkek egyikére!                   |
| ----------------------------------------- | ----------------------------------------------------------- |
| Nem található szabad kép.(?)              |                                                             |
| külső link · jogvédett                    | Falusné Szikra Katalin. Közgazdász. 1975. január 30. 2. sz. |
| külső link · jogvédett                    | Falusné Szikra Katalin. MTA.                                |

## Fő kutatási területe
A bér- és jövedelemelmélet vizsgálata.

## Életpályája
Édesapja dr. Szikra Gyula (1908-ig Schweiger Gyula; 1884–1939?) ügyvéd, munkásbiztosító-pénztári tisztviselő volt; édesanyját Nagy Júliának hívták. Szikra Gyula a Magyarországi Szociáldemokrata Párt tagja volt, majd 1919-ben belépett a Kommunisták Magyarországi Pártjába. A Károlyi- és a Berinkey-kormány idején a népőrség egyik vezetője, majd a Tanácsköztársaság idején a Vörös Őrség parancsnokhelyettese volt, ezért a kommün bukása után tíz év fegyházbüntetésre ítélték 1921-ben fogolycsere-akció keretében a Szovjetunióba került, ahová családja is követte. Moszkvában a Szovjet Statisztikai Hivatal osztályvezetőjeként – más adatok szerint elnökhelyetteseként – működött, 1930-ban azonban száműzték, a sztálini tisztogatások áldozata lett. Szülei 1929-ben elváltak, és Katalin az édesanyjával hazatért. Anyja 1939-ig kistisztviselőként, 1939-től vasgyári munkásként dolgozott. 1947-ben férjhez ment Hűvös Gyulához.
1942-ben érettségizett a budapesti Szilágyi Erzsébet Leánygimnáziumban. Mivel származása miatt nem tanulhatott tovább felsőfokú intézményben, kitanulta a szabószakmát, és 1944-ig Weil Hedvignél, a népszerű Váci utcai gyermekruha-készítő és nőidivatszalon-tulajdonosnál dolgozott mint szabósegéd. 
A második világháború után előbb a Pénzintézeti Központ tisztviselője volt 1945 és 1948 között, majd az Állami Ellenőrzési Központ Gazdaságpolitikai Osztályának munkatársaként dolgozott 1948 és 1951 között. A Magyar Közgazdaság-tudományi Egyetemen szerzett diplomát 1951-ben. Eztuán az MKKE Politikai Gazdaságtan Tanszékének, illetve a BKE Összehasonlító Gazdaságtan Tanszék tanársegéde (1951 és 1959 között), egyetemi adjunktusa (1959 és 1961 között), egyetemi docense (1961 és 1971 között), egyetemi tanára (1971. július 1-jétől 1996. február 28-ig.) Éveken át a Közgazdasági Szemle szerkesztőbizottságának a tagja volt.

## Akadémiai karrierje
1976-ban lett a Magyar Tudományos Akadémia levelező tagja, majd 1985-ben rendes tagja.

### Akadémiai szervezeti tagságai
- Szociális Bizottság 2011. 08. 26 – 2006. 01. 06
- IX. Gazdaság- és Jogtudományok Osztálya 2011. 08. 26 – 2006. 01. 06
- Közgazdaság-tudományi Bizottság 2011. 08. 26 – 2006. 01. 06
- Munkatudományi Bizottság 2011. 08. 26 – 2011. 10. 01

### Akadémiai székfoglalói
- A munka szerinti elosztás és tervezésünk néhány kérdése (1976. november 11.)
- Az első és a második gazdaság közötti bér-, illetve jövedelem-diszparitás Magyarországon (1985. november 27.)

## Díjai, elismerései
- Munka Érdemérem (1961)
- Felszabadulási Jubileumi Emlékérem (1970)
- Munka Érdemrend (arany, 1980)
- A szocialista országok tudományos akadémiái társadalomtudományi alelnökeinek nemzetközi díja (1980)

## Írásai

### Cikkeiből
- A szellemi és a fizikai munka viszonyáról hazánkban. (Közgazdasági Szemle, 1955)
- A technikai haladás és az ipari munka. Kandidátusi értekezés. (Bp., 1961)
- Automatizálás és szakmai képzettség. (Valóság, 1961)
- A tőkés termelési mód kialakulása és fejlődése. (Bp., 1964)
- A bérezés néhány aktuális problémája és a munka szerinti elosztás. (Társadalmi Szemle, 1966)
- Hoch Róbert (Magyar Tudomány, 1994)
- Műszaki fejlődés és munkaerőigény. A fejlett országok tapasztalatai. (2000)

### Könyvei
- Létszám, termelékenység, gazdasági növekedés (1968);
- A termelékenység és hajtóerői (1975);
- Munkabér, ösztönzés, elosztás (1979);
- A kistulajdon helyzete és jövője (1986);
- A tudás leértékelődése (1990).